# The Minister’s Black Veil

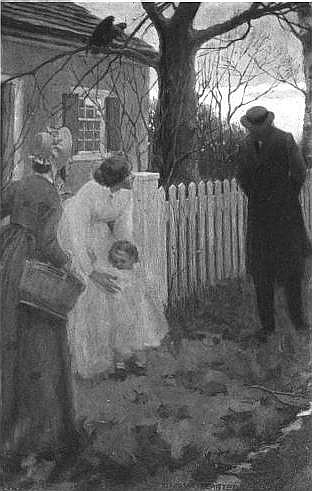
Illustration von Elenore Plaisted Abbott, 1900: Szene aus The Minister’s Black Veil in Hawthornes Twice-Told Tales

The Minister’s Black Veil: A Parable ist eine Kurzgeschichte des amerikanischen Schriftstellers Nathaniel Hawthorne. Es liegen mehrere Übersetzungen ins Deutsche vor: Der schwarze Schleier (so übersetzt von Friedrich Minckwitz, 1970 und Lore Krüger, 1979) und Des Pfarrers schwarzer Schleier (Hannelore Neves, 1977).
Sie erschien 1836 zunächst anonym im literarischen Almanach The Token and Atlantic Souvenir, 1837 nahm sie Hawthorne in seine Kurzgeschichtensammlung Twice-Told Tales auf. Die Erzählung ist in der literaturwissenschaftlichen Diskussion unterschiedlich gedeutet worden.

## Inhalt
Pfarrer Hooper erscheint eines Tages mit verhülltem Gesicht vor seiner entsetzten Kirchengemeinde. Selbst als ihn seine Verlobte verlässt, bricht er nicht mit dem sich selbst auferlegten Vorsatz den Schleier bis zu seinem Tod nicht mehr abzunehmen. Obwohl er die meisten Dorfbewohner (und bei einer Betrachtung im Spiegel auch sich selbst) durch seine Verkleidung eher verschreckt, erlangt er durch seine eigentümliche Verkleidung andererseits auch Macht über „alle Seelen, die sich im Bewußtsein ihrer Sünden winden“ (By the aid of his mysterious emblem—for there was no other apparent cause—he became a man of awful power over souls that were in agony for sin).

## Unterschiedliche Deutungsansätze
Das überdeutlich die Kurzgeschichte dominierende Symbol des Schleiers ist vielfach  als eine Form der Sünde  interpretiert worden: „Hoopers durch den Schleier symbolisiertes Sündenbewusstsein erhält durch die Diskrepanz zwischen dem Selbstverständnis des Geistlichen und seiner Wirkung auf die Umwelt eine ironische Spannung“. Der Schleier treibt Pfarrer Hooper schließlich in eine durch Religion hervorgerufene Einsamkeit und Entfremdung (die in etwas anderer Form sicherlich auch in der Kurzgeschichte Young Goodman Brown (Der junge Nachbar Brown) anzutreffenden ist):
„All through life that piece of crape had hung between him and the world: it had separated him from cheerful brotherhood and woman’s love, and kept him in that saddest of all prisons, his own heart; and still it lay upon his face, as if to deepen the gloom of his darksome chamber, and shade him from the sunshine of eternity.“ (dt. Übertragung: „Das ganze Leben hatte dieser Flecken Krepp zwischen ihm und der Welt gehangen, hatte ihn getrennt von heiterer Brüderlichkeit und weiblicher Liebe, hatte ihn im traurigsten aller Gefängnisse festgehalten; in seinem eigenen Herzen; und noch immer lag er auf seinem Gesicht, gleichsam um die trübe Kammer in noch tiefere Düsternis zu tauchen, ein Schirm vor dem Sonnenlicht der Ewigkeit“).
Viele Interpretationen betonen die negative Bewertung der bei Hawthorne oft thematisierten Rolle der Sünde (und vor allem auch der Erbsünde) in der puritanischen Theologie.
Bereits Edgar Allan Poe warf in seiner Kritik von The Minister’s Black Veil, das er als meisterhaftes Werk („masterly composition“) einschätzte, die Frage nach der angedeuteten Aussage (insinuated meaning) und dem zugrundeliegenden dunklen Verbrechen („crime of dark dye“) auf.
Die Hawthorne-Forschung war danach lange Zeit darum bemüht, die Spuren des schweren Vergehens des Geistlichen und dessen spezifischer Sünde zu ergründen. Dabei wurde insbesondere Poes Überlegung aufgegriffen und weitergeführt, dass Hoopers Schleier in Verbindung stehe mit der jungen Frau, die genau an dem Tag beerdigt wird, an dem der Geistliche zum ersten Mal seinen schwarzen Schleier trägt. So geht beispielsweise Lang in seiner Deutung davon aus, dass Hawthornes Andeutungen in dieser Richtung „unzweideutig“ darauf verweisen würden, dass die besondere Sünde Hoopers in der sexuellen Sphäre zu suchen sei. Wie in Henry James’ Novelle The Turn of the Screw (1898) könnten der Leser oder die Leserinnen die Leerstelle („the blank“), die Hawthorne hier einsetze, mit ihrer eigenen Einbildungskraft füllen, „von einem vorübergehenden sündigen Gedanken bis zur Verführung und Sexualmord“. Die Freiheit der Imagination der Rezipienten sei allerdings eingeschränkt durch das, was sie über den Charakter des Geistlichen erfahren würden, der, „wenn er jemals fehlte, dann nur aus einem schmerzlichen Mangel an Selbstvertrauen heraus, daß auch schon der mildeste Tadel ihn dazu brachte, eine beliebige Handlung als Verbrechen anzusehen“.
Lang zufolge findet sich ein auffallender Hinweis im Text in der Behauptung der abergläubischen alten Frau, der Leichnam der jungen Frau habe vor Schauer leicht gezittert beim Anblick von Hoopers Gesicht, nachdem der Schleier des Geistlichen gerade von der Stirn herunterhing, als er sich über die Verstorbene beugte. Dieser Textstelle glaubt Lang den Hinweis entnehmen zu können, dass es sich allenfalls „um eine Offenbarung für die Verstorbene gehandelt hätte; in anderen Worten: wenn er sie geliebt hat, dann ohne ihr Wissen“. Da Reverend Hooper mit einer anderen Frau verlobt war, wäre eine neue Liebe nach dem puritanischen Verständnis jedoch sündig, auch wenn sie unerfüllt bliebe; aufgrund seines mehr als zarten Gewissens zeige der Geistliche daher seine Buße in exzessiver Form.
Auf dem Hintergrund des kalvinistischen Menschenbildes im frühen Neuengland, dessen Hawthorne sich in seiner Erzählung bedient, hält demgegenüber der Amerikanistik Franz H. Link die Fragestellung nach einer Spezifik der Sünde Hoopers überhaupt für hinfällig. Das Hauptinteresse des Dichters liege nicht auf dem Geistlichen, sondern auf der Gemeinde: Es gehe Hawthorne nicht primär um die Frage, warum Reverend Hooper den Schleier trage, sondern darum, wie die Gemeinde sich dazu verhalte. Link zufolge liefert Hawthorne in seiner Geschichte in „pageant“-ähnlicher Form, d. h. schauspielartig, „eine psychologische Betrachtung über das Verhalten der Menschen gegenüber der Sünde“, aus der heraus die Moral erst ihre eigentliche Bedeutung erhält. Während der eine Teil der Gemeinde nicht an seine eigene Sündhaftigkeit erinnert werden will, erkennt sie der andere Teil überhaupt nicht und vermutet daher den Grund für den Schleier in einem schweren Vergehen Hoopers. Die Frage nach den weiteren Verwicklungen bzw. der besonderen Sünde Hoopers stellt sich jedoch nicht von der Fabel her, sondern aus der fehlgerichteten Sichtweise der Gemeinde. Durch die erzähltechnische Blickrichtung hauptsächlich von der Gemeinde aus auf den Geistlichen wird der Leser allerdings dazu verleitet, sich mit eben jener zu identifizieren. Diese bereits von Poe in seiner Kritik angedeutete Inkongruenz in der Erzählung führt dazu, dass die beiden Vorgänge, das Verhalten des Geistlichen und die Reaktion der Gemeinde, zu unterschiedlichen Sinngebungen führen.

### Ausgaben
In der maßgeblichen Werkausgabe, der Centenary Edition of the Works of Nathaniel Hawthorne (Ohio State University Press, Columbus OH 1962ff.), findet sich The Minister’s Black Veil im von Fredson Bowers und J. Donald Crowley herausgegebenen Band IX (Twice-Told Tales, 1974). Zahlreiche Sammelbände der Kurzgeschichten Hawthornes enthalten die Erzählung; eine verbreitete, auf der Centenary Edition aufbauende Leseausgabe ist:
- Nathaniel Hawthorne: Tales and Sketches. Herausgegeben von Roy Harvey Pearce. Library of America, New York 1982. ISBN 1-883011-33-7

Es liegen mehrere Übersetzungen ins Deutsche vor:
- Der schwarze Schleier. Deutsch von Friedrich Minckwitz. In: Nathaniel Hawthorne: Der graue Beschützer und andere Erzählungen. Gustav Kiepenheuer Verlag, Weimar 1970.
- Der schwarze Schleier. Deutsch von Lore Krüger. In: Nathaniel Hawthorne: Der schwarze Schleier. Ausgewählte Erzählungen. Insel, Leipzig 1980. (= Insel-Bücherei 653)
- Des Pfarrers schwarzer Schleier. Deutsch von Hannelore Neves:
  - in: Nathaniel Hawthorne: Die himmlische Eisenbahn. Erzählungen, Skizzen, Vorworte, Rezensionen. Mit einem Nachwort und Anmerkungen von Hans-Joachim Lang. Winkler, München 1977. ISBN 3-538-06068-1
  - in: Nathaniel Hawthorne: Des Pfarrers schwarzer Schleier: Unheimliche Geschichten. Winkler, München 1985, ISBN 3-538-06584-5
  - in: Nathaniel Hawthorne: Das große Steingesicht. Herausgegeben und mit einem Vorwort von Jorge Luis Borges. Edition Büchergilde, Frankfurt am Main 2007. ISBN 3-940111-09-0 (= Die Bibliothek von Babel, Bd. 9)
  - in: Nathaniel Hawthorne: Des Pfarrers schwarzer Schleier: Unheimliche Geschichten. Aus dem Amerikanischen übertragen von Hannelore Neves und Siegfried Schmitz. Albatros Verlag, Düsseldorf 2007, ISBN 978-3-491-96208-8.

### Sekundärliteratur
- Michael J. Colacurcio: Parson Hooper’s Power of Blackness: Sin and Self in The Minister’s Black Veil. In: Prospects 5, 1980. S. 331–411. Überarbeitete Fassung in: Michael J. Colacurcio: The Province of Piety: Moral History in Hawthorne’s Early Tales. Harvard University Press, Cambridge, Mass. 1984. ISBN 0674719573
- Clark Davis: Facing the Veil: Hawthorne, Hooper, and Ethics. In: Arizona Quarterly 55:4, 1999, S. 1–19.
- Edgar A. Dryden: Through a Glass Darkly: “The Minister’s Black Veil” as Parable. In: Millicent Bell (Hrsg.): New Essays on Hawthorne’s Major Tales. Cambridge University Press, Cambridge und New York 1993, S. 133–148.
- William Freedman: The Artist’s Symbol and Hawthorne’s Veil: The Minister’s Black Veil Resartus. In: Studies in Short Fiction 29:3, 1992, S. 353–62.
- Frederick Newberry: The Biblical Veil: Sources and Typology in Hawthorne’s The Minister’s Black Veil. In: Texas Studies in Literature and Language 31:2, 1989. S. 169–195.
- Lea Bertani Vozar Newman: One-hundred-and-fifty years of Looking at, into, through, behind, beyond, and around The Minister’s Black Veil. In: Nathaniel Hawthorne Review 13:2, 1987, S. 5–12.
- William Bysshe Stein: The Parable of the Antichrist in ‘The Minister’s Black Veil’. In: American Literature 27, 1955, S. 386–92.